# تصفيات كأس الأمم الإفريقية 2021 المجموعة ج
المجموعة ج من تصفيات كأس الأمم الأفريقية 2021 هي واحدة من 12 مجموعة، حسمت المنتخبات التي تأهلت إلى نهائيات كأس الأمم الأفريقية 2021، تألفت المجموعة من أربعة منتخبان: غانا وجنوب إفريقيا والسودان وساو تومي وبرينسيبي (المتأهل في الدور التمهيدي). 
ولعبت مباريات المجموعة بنظام الذهاب والإياب ، وكان من المفترض أن تلعب بين نوفمبر 2019 وسبتمبر 2020.
ولكن بسبب جائحة COVID-19 في إفريقيا ، أُجِلَت المباراتان 3 و 4 التان كان المقرر عقدهما في مارس 2020 حتى إشعار آخر.كما أوصى الفيفا الكاف بتأجيل الجولتين الخامسة والسادسة كذلك.
وفي 30 يونيو 2020 ، أعلن الاتحاد الإفريقي لكرة القدم (CAF) عن تأجيل بطولة كأس الأمم الأفريقية 2021 من يناير 2021 إلى يناير 2022 ، دون الإعلان عن المواعيد الجديدة للتصفيات المتبقية.، التي أعلن عنها في 19 أغسطس 2020 ، حيث أعيدت جدولة الجولتين 3 و 4 بين 9 و 17 نوفمبر 2020 ، وإالجولتين 5 و 6 بين 22 و 30 مارس 2021.
وقد تأهل من هذه المجموعة غانا والسودان ،بطل المجموعة ووصيفها على التوالي ، لكأس الأمم الأفريقية 2021.

## الترتيب
| م | الفريق            | لعب | ف | ت | خ | أ.له | أ.ع | أ.ف | نقاط | التأهل            |     |     |     |     |     |
| - | ----------------- | --- | - | - | - | ---- | --- | --- | ---- | ----------------- | --- | --- | --- | --- | --- |
| 1 | غانا              | 6   | 4 | 1 | 1 | 9    | 3   | +6  | 13   | المسابقة النهائية |     | —   | 2–0 | 2–0 | 3–1 |
| 2 | السودان           | 6   | 4 | 0 | 2 | 9    | 3   | +6  | 12   | المسابقة النهائية |     | 1–0 | —   | 2–0 | 4–0 |
| 3 | جنوب إفريقيا      | 6   | 3 | 1 | 2 | 8    | 7   | +1  | 10   |                   |     | 1–1 | 1–0 | —   | 2–0 |
| 4 | ساو تومي وبرينسيب | 6   | 0 | 0 | 6 | 3    | 16  | −13 | 0    |                   | 0–1 | 0–2 | 2–4 | —   |     |

## المباريات
| غانا                   | 0-2   | جنوب إفريقيا |
| ---------------------- | ----- | ------------ |
| - بارتي 36' - قدوس 80' | تقرير |              |

| السودان                                                            | 0-4   | ساو تومي وبرينسيب |
| ------------------------------------------------------------------ | ----- | ----------------- |
| - رمضان عجب 7' - أحمد حميد 40' - ديوغو 62' (في مرماه) - الراشد 77' | تقرير |                   |

| جنوب إفريقيا | 0-1   | السودان |
| ------------ | ----- | ------- |
| فيري 45'     | تقرير |         |

| ساو تومي وبرينسيب | 1-0   | غانا                |
| ----------------- | ----- | ------------------- |
|                   | تقرير | آيو 50' (ركلة جزاء) |

| غانا        | 0-2   | السودان |
| ----------- | ----- | ------- |
| آيو 19' 81' | تقرير |         |

| جنوب إفريقيا                        | 0-2   | ساو تومي وبرينسيب |
| ----------------------------------- | ----- | ----------------- |
| - تاو 55' (ركلة جزاء) - زونغو 1+90' | تقرير |                   |

| السودان             | 0-1   | غانا |
| ------------------- | ----- | ---- |
| - عبد الرحمان 2+90' | تقرير |      |

| ساو تومي وبرينسيب             | 4-2   | جنوب إفريقيا                  |
| ----------------------------- | ----- | ----------------------------- |
| - زواني 39' 87' - تاو 70' 88' | تقرير | - جوازهيفيل 12' - هاراميز 75' |

| جنوب إفريقيا | 1-1   | غانا       |
| ------------ | ----- | ---------- |
| - تاو 51'    | تقرير | - قدوس 49' |

| ساو تومي وبرينسيب | 2-0   | السودان                      |
| ----------------- | ----- | ---------------------------- |
|                   | تقرير | - عبد الرحمان 27' - بخيت 55' |

| غانا                                          | 1-3   | ساو تومي وبرينسيب |
| --------------------------------------------- | ----- | ----------------- |
| - أوبوكو 12' - آيو 31' (ركلة جزاء) - بابا 60' | تقرير | انيستا 83'        |

| السودان                     | 0-2   | جنوب إفريقيا |
| --------------------------- | ----- | ------------ |
| - بخيت 5' - عبد الرحمان 32' | تقرير |              |